# Генетичні хвороби
Генетичні хвороби — порушення нормальної роботи організму через зміни послідовності генів або структури хромосом. Тоді як деякі хвороби, наприклад рак, виникають через генетичні порушення, набуті кількома клітинами протягом життя, термін «генетична хвороба» зазвичай посилається на наявність хвороб у всіх клітинах тіла і присутніх з моменту зачаття. Деякі генетичні хвороби викликаються хромосомними порушеннями, що виникають через помилки процесу мейозу між статевими клітинами — сперматозоїдом і яйцеклітиною. Приклади таких генетичних хвороб включають синдром Дауна (додаткова хромосома 21), синдром Шерешевського-Тернера (45X0) і синдром Клайнфельтера (чоловік з двома X-хромосомами). Інші генетичні зміни можуть відбуватися протягом формування генеративних клітин одним з батьків. Один приклад — мутації триплетного повторення, які можуть викликати синдром ламкої X-хромосоми та хворобу Хантінгтона. Дефектні гени також можуть бути цілком успадковані від батьків. У цьому випадку генетична хвороба називається спадковою хворобою. Така хвороба часто виникає несподівано, коли два здорові носії дефектного рецесивного гена передають дитині дві дефектні копії гена, але також трапляються, коли дефектний ген є домінантним.

## Типи генетичних хвороб людини

### Моногенні генетичні хвороби
У цій категорії відправною точкою є мутація / зміна одного гена. Наступне питання, як зміни в послідовності одного гена можуть привести до серйозних розладів. Гени кодують білки, які є одними з найважливіших інструментів для живих істот, і є складовими в структурі клітин. В результаті мутації, що відбувається в частині гена, який кодує функціональну частину білка, міняється структура білка. Білок вже не виконує свої функції коректно, внаслідок чого відбуваються важкі зміни в організмі. На сьогодні відомо близько 6000 моногенних порушень і, за підрахунками вчених, 1 з 200 новонароджених дітей має таку хворобу. Приклади — серпоподібноклітинна анемія, муковісцидоз, синдром Айкарді, хвороба Хантінгтона.

### Полігенні генетичні хвороби
Другий тип людських генетичних хвороб викликаний мутаціями в декількох генах. Для появи таких захворювань необхідні спеціальні умови. Можна зробити висновок, що полігенні розлади є складнішими, ніж попередній тип (з хворобами окремого гену). Ці порушення важко аналізувати, оскільки є багато факторів, які вчені повинні брати до уваги. Серед багатофакторних генетичних хвороб зустрічаються хронічні. Всім відомі хвороба Альцгеймера, діабет, ожиріння та артрит. Крім того, багато типів раку викликані кількома мутаціями.

### Хромосомні генетичні хвороби
Хромосоми — це макромолекула ДНК, що складається з генів. Хромосоми розміщені в ядрі клітини. Відхилення в структурі та кількості хромосом може викликати деякі з найнебезпечніших генетичних порушень. Цей вид порушень можна виявити за допомогою мікроскопії.
Синдром Дауна є найвідомішою серед хвороб, що викликаються хромосомними аномаліями. У цьому розладі є третя копія хромосоми 21 (в клітинах здорових людей є дві копії кожної хромосоми). Хромосомні хвороби можуть бути також викликані приєднанням частин хромосом та сегментів.

### Мітохондріальні генетичні хвороби
Мітохондріальні генетичні хвороби є найскладнішими. Мітохондріальна ДНК розміщена в мітохондріях — органелах, необхідних для клітинного дихання. Мутації в мітохондріальній ДНК також можуть викликати небажані відхилення. Мітохондріальні генетичні хвороби викликають психічні та м'язові розлади. Приклади таких хвороб: синдром Кірнса-Сейра, синдром Пірсона, міоклональна епілепсія, міокардіопатія, і т. д.